# شوتارو دإي
شوتارو دإي (باليابانية: 出井 正太郎) (مواليد 8 أغسطس 1986)، هو لاعب كرة قدم ياباني سابق كان يلعب كمهاجم.

## وصلات خارجية
- شوتارو دإي على موقع رابطة كرة القدم اليابانية للمحترفين (اليابانية)
- شوتارو دإي على موقع Soccerway.com (الإنجليزية)